# Angvila
Otok Angvila je britansko čezmorsko ozemlje, nekoč del konfederacije, ki je vključevala tudi otoka Sveti Krištof in Nevis (glej tudi Sveti Krištof in Nevis). Država je ena izmed davčnih oaz.